# Benthesicymus brasiliensis
Benthesicymus brasiliensis är en kräftdjursart som beskrevs av Charles Spence Bate 1881. Benthesicymus brasiliensis ingår i släktet Benthesicymus och familjen Benthesicymidae. Inga underarter finns listade i Catalogue of Life.